# کهلستان
کهلستان، روستایی از توابع بخش اتاقور شهرستان لنگرود در استان گیلان ایران است.

## جمعیت
این روستا در دهستان لات لیل قرار دارد و براساس سرشماری مرکز آمار ایران در سال ۱۳۸۵، جمعیت آن ۵۳۲ نفر (۱۴۹خانوار) بوده‌است.

## اماکن تاریخی - مذهبی
از جمله امکان تاریخی - مذهبی این روستا می‌توان به بقعه آقا سید شفیع حسینی اُمام کهلستانی اشاره کرد.